# Nestlé
Nestlé S.A. o Société des Produits Nestlé S.A. (pronuncia: /nɛsˈle/) è un'azienda multinazionale attiva nel settore alimentare, con sede a Vevey, in Svizzera. Produce e distribuisce una grande varietà di articoli, dall'acqua minerale agli omogeneizzati, dai surgelati ai latticini.
Nestlé è la più grande multinazionale del mondo attiva nel settore alimentare.

## Storia

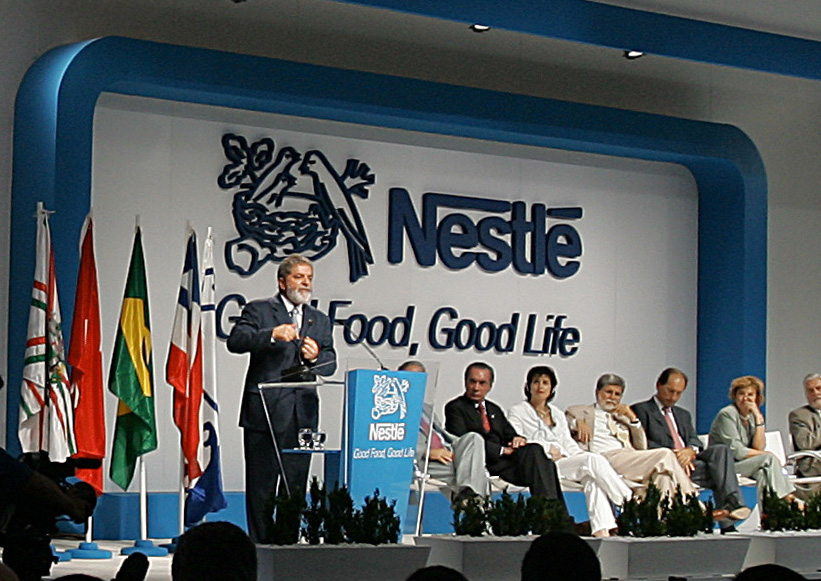
Il presidente brasiliano, Lula da Silva, mentre inaugura un'impresa a Feira de Santana

Intorno al 1860, il farmacista Henri Nestlé sviluppò un alimento per i neonati che non potevano essere nutriti al seno a causa di particolari intolleranze. Il prodotto salvò la vita di un bambino, e la Farine Lactée Henri Nestlé fu presto venduta in tutta Europa. Nel 1866 fu formalmente fondata la Nestlé.
Nel 1905, la Nestlé si fuse con la Anglo-Swiss Condensed Milk Company. Rapidamente l'azienda crebbe fino a possedere fabbriche negli Stati Uniti, nel Regno Unito, in Germania e in Spagna. Durante la prima guerra mondiale crebbe la richiesta di prodotti caseari, e la produzione della Nestlé raddoppiò prima della fine del conflitto.
Dopo la fine del conflitto il mercato caseario tornò al normalizzarsi e gran parte dei consumatori tornò a latte fresco. La Nestlé rispose a questo mutamento di contesto modificando la propria linea aziendale, riducendo il proprio debito e iniziando a espandersi nel settore della produzione del cioccolato, che rappresenta a tutt'oggi la seconda attività più importante dell'azienda.
All'inizio della seconda guerra mondiale, i profitti dell'azienda scesero bruscamente (dai 20 milioni di dollari del 1938 ai 6 milioni del 1939). Furono realizzate nuove fabbriche in molti Paesi in via di sviluppo, specialmente America Latina. Proprio la guerra portò all'invenzione di un nuovo prodotto di enorme successo, il Nescafé, che venne inizialmente utilizzato dall'esercito degli Stati Uniti. Anche grazie a questo prodotto, i profitti dell'azienda tornarono a salire durante il conflitto.
La fine della seconda guerra mondiale fu l'inizio di una fase dinamica. La crescita dell'azienda fu accelerata e furono portate a termine numerose acquisizioni. Nel 1947 la Nestlé si fuse con la Maggi (produttrice di condimenti e zuppe). Seguirono Crosse & Blackwell nel 1950, Glaces Gervais (1960), Findus (1963), Libby's (1971) e Stouffer's (1973). Fu inoltre realizzata una shareholding con L'Oréal (1974), con ulteriore diversificazione della produzione. Nel 1977 la Nestlé continuò a espandersi al di fuori del settore alimentare acquisendo gli Alcon Laboratories. Nel 1984 venne acquisito un gigante dell'industria alimentare statunitense, la Carnation. Nel marzo 1988, Nestlé rilevò la società alimentare italiana Buitoni con i relativi marchi Buitoni e Perugina. Sempre nel 1988, a seguito dell'acquisizione del gruppo dolciario inglese Rowntree Mackintosh (azienda detentrice di vari marchi nei mercati internazionali tra cui Kit Kat, Smarties, Lion, Polo, Fruit Joy, Quality Street), Nestlé divenne il secondo produttore mondiale nel settore degli snack dietro Mars Inc..
Nella prima metà degli anni novanta, la nascita del mercato globale fornì alla Nestlé nuovi importanti mercati nei quali espandersi. Nel 1993, grazie all'acquisizione in Italia di Italgel dalla SME (marchi Motta, Antica Gelateria del Corso, Valle degli Orti e Surgela), Nestlé consolidò la propria presenza nel ramo del freddo in Europa. Negli anni successivi avvennero nuove importanti acquisizioni: Sanpellegrino (1997), Spillers Petfoods (1998), Ralston Purina (2002), Dreyer's (2002) e Chef America (2002). Nel 2005 Nestlé perse posizioni nel mercato degli alimenti per l'infanzia dopo il ritiro di alcuni tipi di latte in polvere, e procedette all'acquisizione di Gerber Products Company nel 2007 e la divisione alimentare della multinazionale Pfizer nel 2012 con l'intento di riconquistare una posizione di leader nei mercati emergenti. Nel 2016, 
Nestlé decise di scorporare le sue attività internazionali nel comparto dei gelati (eccetto per i mercati di Israele, e Nord America, dove è ancora presente attraverso le divisioni Dreyer's e Häagen-Dazs) dando vita insieme al gruppo inglese attivo nel ramo del freddo R&R (terzo produttore mondiale del settore) a Froneri, joint venture dove entrambe le società detengono ciascuna il 50% del capitale. Nel 2018, Nestlé dismise le sue attività nel settore dolciario nel mercato degli Stati Uniti, cedendo a Ferrero la proprietà di oltre 20 marchi tra cui Crunch, Butterfinger, BabyRuth, 100Grands, Raisinets, Wonka, SweeTarts, Laffy Taffy e Nerds. Il fatturato 2018 del Gruppo Nestlé è stato pari a 91.493 miliardi CHF (€ 80.583 miliardi); l'utile netto è cresciuto del 41,6% raggiungendo quota 10.1 miliardi CHF (€ 8.9 miliardi). Nel luglio 2019, Nestlé decise di cedere a Froneri le sue attività nel comparto gelati anche in Israele, rimanendo quindi operativa nel settore soltanto nei mercati del continente americano. Nel dicembre 2019, Nestlé vendette a Froneri anche i suoi marchi detenuti nel mercato degli Stati Uniti (Häagen-Dazs, Dreyer's, Edy's, Outshine, Skinny Cow and Drumstick).

## Principali marchi

### Cereali
- Cheerios (eccetto USA)
- Chocapic
- Chokella
- Cini Minis
- Cinnamon Grahams
- Clusters
- Cookie Crisp
- Crunch
- Fibre1
- Fitness
- Force Flakes
- Golden Grahams
- Golden Nuggets
- Honey Nut Cheerios (eccetto USA)
- Honey Stars
- Koko Krunch
- Nesquik
- Nestlé Corn Flakes
- Oat Cheerios
- Shredded Wheat
- Shreddies
- Trix

### Caffè e altre bevande solubili
- Bonka
- Coffee-Mate
- International Roast
- Klim
- Loumidis
- Nescafé
- Nescafé Dolce Gusto
- Nespray
- Nespresso
- Orzoro
- Ricoffy
- Ricoré
- Taster's Choice
- Zoégas

### Acqua
- Aberfoyle
- Acqua Panna
- Al Manhal
- Arrowhead
- Contrex
- Deer Park
- Hépar
- Ice Mountain
- Levissima
- Nałęczowianka
- Nestlé Aquarel
- Nestlé Pure Life
- Ozarka
- Perrier
- Poland Spring
- Quézac
- S. Pellegrino
- Viladrau
- Vittel
- Zephyrhills

### Altre bevande
- BBThè
- Carnation
- Caro
- Chinò
- Five5
- Gingerino
- Gloria
- Libby's
- Milo
- Nescau
- Nestea
- Nestlé Omega Plus
- Nesquik
- Sanbitter
- Svelty
- Sjora

### Prodotti freschi
- Buitoni
- Chiquitin
- Garden Gourmet (prodotti per vegetariani e vegani)
- Herta
- La Laitière
- La Lechera
- LC1
- Molico
- Nestlé
- Ski
- Sveltesse
- Svelty
- Toll House
- Yoco

### Gelati
- Christie (Canada)
- Del Monte (Canada)
- Goodnorth (Canada)
- Nestlé

### Alimenti per neonati / Pappe
- Alfare
- Beba
- Cérélac
- FM 85
- Fruttolo
- Good Start
- Guigoz
- Lactogen
- Little Steps
- Mio
- Nan
- NAN HA
- NanSoy
- Neslac
- Nestlé
- Nestogen
- Nestum
- Nido
- Nidina
- Ninho
- Pensal (Solo in Portogallo e Capo Verde)
- PreNan

### Alimenti per sportivi
- Neston
- Nesvita
- PowerBar

### Alimenti per la salute
- Modulen
- Nutren
- Nutren Junior
- Peptamen
- Peptamen UTI
- Nestlé Nutrition (alimenti per disfagici)
- Vitaflo

### Condimenti
- Buitoni
- Maggi
- Thomy
- Winiary

### Cibi surgelati
- Buitoni
- Hot Pockets
- Lean Cuisine
- Maggi
- Stouffer's

### Cioccolato, dolci e biscotti
- Aero
- After Eight
- Breakaway
- Cailler
- Caramac
- Coffee Crisp
- Damak
- Fruit Joy
- Galak
- Joe
- Kit Kat
- Kofila
- Lion
- Mackintosh's
- Milkybar
- Mirage
- Nestlé
- Orion
- Perugina
- Polo
- Quality Street
- Rolo
- Smarties
- Snack
- Toll House
- Violet Crumble
- Yes
- Yorkie

### Prodotti per la cucina
- Davigel
- Milkmaid
- Minor's
- Moça
- Santa Rica

### Cibo per animali
- Alpo
- Beneful
- Cat Chow
- Country Farms
- Dog Chow
- Fancy Feast
- Felix
- Friskies
- Gourmet
- Mighty Dog
- Mon Petit
- ONE
- Pro Plan
- Purina
- Tidy Cats

## Critiche alla politica commerciale dell'azienda Nestlé
Fin dai tardi anni settanta, Nestlé è stata oggetto di numerose critiche circa la sua politica commerciale. Movimenti di opposizione a questa azienda, iniziati su vari fronti e in diversi paesi, sono approdati all'istituzione di un International Nestlé Boycott Committee ("comitato internazionale per il boicottaggio della Nestlé") di cui fanno parte, formalmente o informalmente, numerose associazioni analoghe in diversi paesi del mondo. Tra i maggiori esponenti nelle critiche contro questa azienda spicca lo svizzero Jean Ziegler.

### Latte per neonati e bambini

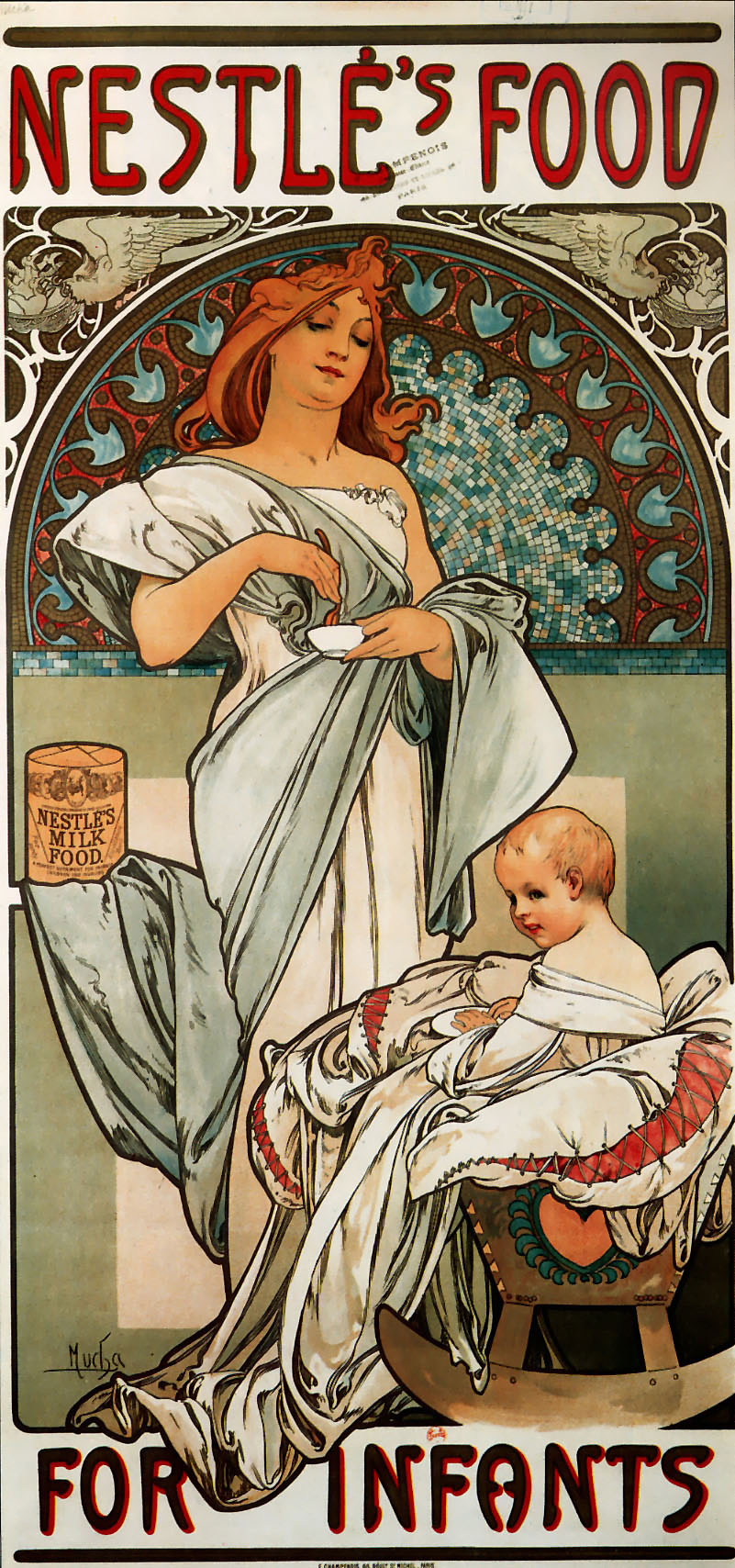
Nestlé, alimenti per bambini. Un manifesto pubblicitario di Alfons Mucha del 1897.

La Nestlé viene accusata di una politica commerciale aggressiva e irresponsabile per quanto riguarda la promozione di latte per neonati nei Paesi in via di sviluppo, soprattutto attraverso forniture gratuite a strutture ospedaliere ed una massiccia campagna pubblicitaria che definiva il latte in polvere "più sicuro" dell'allattamento al seno.
Secondo l'UNICEF, la sostituzione dell'allattamento materno con il latte in polvere porterebbe nei Paesi del terzo mondo alla morte di circa un milione e mezzo di bambini ogni anno, a causa di problemi legati alla difficoltà di sterilizzazione dell'acqua e dei biberon utilizzati. È provato che anche in paesi sviluppati l'utilizzo del latte in polvere per neonati comporta un aumento dei rischi di mortalità post-neonatale rispetto all'allattamento materno.
Per queste ragioni l'Organizzazione mondiale della sanità (OMS) adottò il 22 maggio del 1981, l'International Code of Marketing of Breast-milk Substitutes, un regolamento internazionale sulla promozione di surrogati del latte materno, linea guida non legalmente vincolante al quale la Nestlé aderì nel 1982.
I controlli eseguiti nel 1988 dalla International Baby Food Action Network riscontrarono infrazioni da parte di Nestlé e altre compagnie produttrici di latte per neonati e provocarono la ripresa del boicottaggio dell'azienda nato nel 1977 e successivamente interrotto con la sua adesione al Codice dell'OMS.
Diverse indagini hanno mostrato come la Nestlé e altre compagnie produttrici di latte in polvere per neonati negli ultimi anni abbiano ripetutamente infranto, soprattutto in regioni sottosviluppate, il Codice internazionale dell'OMS al quale hanno ufficialmente aderito.

### Nestlé Purina nel Venezuela
Nel 2005, la Nestlé Purina commercializzò tonnellate di cibo per animali contaminato nel Venezuela: morirono oltre 400 fra cani, gatti, uccelli e animali da allevamento. I marchi incriminati includevano Dog Chow, Cat Chow, Puppy Chow, Fiel, Friskies, Gatsy, K-Nina, Nutriperro, Perrarina e Pajarina. Il problema fu attribuito a un errore di un produttore locale che aveva immagazzinato in modo scorretto il mais contenuto in tali cibi, portando alla diffusione di un fungo tossico nelle riserve.
Nel marzo del 2005, l'Assemblea nazionale venezuelana stabilì che l'azienda dovesse risarcire i proprietari degli animali intossicati per non aver espletato congrui controlli di qualità.

### Cibo transgenico
Nell'agosto 2004 un test di Greenpeace riscontrò la presenza di organismi geneticamente modificati (OGM) in una confezione di Nesquik. Una donna cinese denunciò Nestlé, poiché l'uso di OGM nei prodotti per l'infanzia era proibito dalle leggi locali.

Nel novembre 2005 Nestlé si oppose alla decisione svizzera di bandire gli OGM.
Nel 2013 Greenpeace ha effettuato una ricerca sui prodotti OGM utilizzati da Nestlè:
- alimentazione infantile: tutti i prodotti.
- alimenti per animali domestici: Nido, Friskies, Vital, Felix, Equilibrio, Elite, nutrizione, Beneful, Gourmet, Tonus.
- Preparati o conservati: Maggi, Buitoni, Costa, Solis, Nestle, il cuoco.
- Bevande: Nesquik, Nescafe, Nestlè, Bonka, Eko, Ricore.
- Cereali per la colazione: Chocapic, fitness, Fibre1, Estrellitas, Golden Grahams, Crunch, Cheerios.
- Congelato: Buitoni, il cuoco.
- Cioccolato e dolci: Nestlé, Galak, Crunch, After Eight, Kit Kat, Nesquik, Blues, Dolca.
- Ice Cream: La Lechera, Maxibon, Nestle Extreme.[25]

### Schiavitù e manodopera minorile
Nel 2005 l'ONG International Labor Rights Fund, seguita da Global Exchange, denunciarono Nestlé e le aziende fornitrici di commodity Archer Daniels Midland e Cargill, per l'uso di manodopera ridotta in schiavitù, testimoniata da un caso di minori, trafficati dal Mali alla Costa d'Avorio e lì costretti a lavorare in piantagioni di cacao gratuitamente dalle 12 alle 14 ore al giorno, con poco cibo, poco sonno e frequenti percosse. L'Organizzazione internazionale del lavoro, infatti, stima che 284.000 minori lavorino nelle coltivazioni di cacao nell'Africa Occidentale, soprattutto in Costa d'Avorio, dove Nestlé è la terza compratrice mondiale. L'esportazione di cacao, oltretutto, sarebbe stata la principale fonte finanziaria per le forze militari della guerra civile.
Nel 2001 la Nestlé, insieme ad altri grandi produttori di cioccolato, ha firmato un accordo, il protocollo Harkin-Engel (o Protocollo sul cacao), per affermare che avrebbe certificato, da luglio 2005, che il suo cioccolato non fosse stato prodotto attraverso manodopera minorile, debitoria, forzata o proveniente da traffico di esseri umani. Il protocollo, secondo il più recente report dell'International Labor Rights Fund pubblicato nel 2008, sarebbe stato disatteso.
Nel 2021 otto ex schiavi maliani hanno intentato una class action contro la Nestlé (insieme a Cargill, Barry Callebaut, Mars, Olam, Hershey e Mondelēz). I querelanti affermano che tali società hanno favorito la loro riduzione in schiavitù nelle piantagioni in Costa d'Avorio; tuttavia la Corte suprema degli Stati Uniti d'America ha decretato che tali aziende non sono da ritenersi responsabili delle condizioni di schiavitù nelle fattorie africane dalle quali si riforniscono di cacao.

### Comportamento opportunistico durante la siccità californiana
Una coalizione di associazioni ha criticato aspramente la Nestlè per la sua pratica di sfruttamento indiscriminato delle acque della foresta nazionale di San Bernardino imbottigliate e vendute (80 milioni di litri d'acqua all'anno) durante un periodo pluriennale di siccità record.

### Latte inquinato in Italia
Nel 2009 Nestlé italiana è stata condannata, insieme alla Tetrapak, al pagamento dei danni per l'inquinamento del latte Nidina con Itx, un tipo di inchiostro.